# Ralph Oppenhejm
Ralph Gerson Oppenhejm (10. december 1924 i København – 3. februar 2008) var en dansk forfatter, der i sit forfatterskab var stærkt påvirket af sin internering i Theresienstadt 1943-45.
Han var søn af overretssagfører Morits Oppenhejm (1886-1961) og hustru Mélanie f. Matthiason (1897-1982), som stammede fra Hamborg, og voksede op i en jødisk familie i København, hvor faderen bl.a. var medlem af repræsentantskabet for Mosaisk Trossamfund. Oppenhejm blev student fra Efterslægtselskabets Skole 1942 og begyndte at studere jura ved Københavns Universitet. I 1943 blev han taget ved jødeaktionen og sendt i koncentrationslejren Theresienstadt, hvor han sad indtil 1945.
Han debuterede kort efter krigen med romanen Det skulle så være. Marianne Petits dagbog fra Theresienstadt. Efter dette skrev han en række revytekster til blandt andet Liva Weel samt rejseberetninger fra blandt andet Spanien, Indien og Japan. I 1993 gav han sin beretning om opholdet i koncentrationslejren til den unge forfatter Morten Brask, der på baggrund heraf skrev romanen Havet i Theresienstadt. Oppenhejm har udtalt sin begejstring for Brasks roman, når det tages i betragtning, at denne ikke selv havde oplevet lejren.
Oppenhejm var i mange år også tv-anmelder for Politiken.

## Priser
Ralph Oppenhejm har blandt andet modtaget:
- Astrid Goldschmidts Legat, 1954
- Emma Bærentzens Legat, 1956